# Sobór Świętych Cyryla i Laurentego Turowskich w Turowie
Sobór Świętych Cyryla i Laurentego Turowskich – prawosławny sobór katedralny w Turowie, w dekanacie turowskim eparchii turowskiej i mozyrskiej Egzarchatu Białoruskiego Patriarchatu Moskiewskiego.

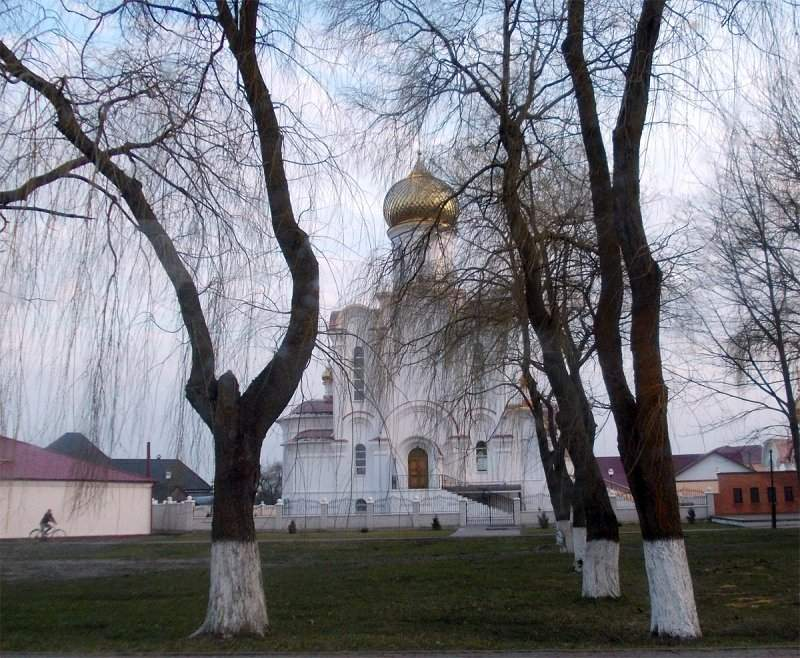

Świątynia znajduje się przy ulicy Leninskiej.

## Historia
Na początku XX w., z inicjatywy biskupa mińskiego i turowskiego Mitrofana podjęto starania o odbudowę zniszczonego w XIII wieku turowskiego soboru katedralnego. Wybuch I wojny światowej, a następnie przejęcie w Rosji władzy przez bolszewików uniemożliwiły realizację tych planów na blisko 100 lat. Dopiero w 2008 r., staraniem biskupa turowskiego i mozyrskiego Stefana, pozyskano działkę w centrum miasta pod budowę świątyni. Prace budowlane (na podstawie dekretu patriarchy moskiewskiego i całej Rusi Cyryla z 5 listopada 2009 r.) rozpoczęły się w 2010 r. i trwały 3 lata. W sąsiedztwie budowanego soboru wzniesiono w latach 2012–2013 dzwonnicę. Świątynia została konsekrowana 11 maja 2013 r. przez arcybiskupa nowogródzkiego i lidzkiego Guriasza, w asyście pięciu innych hierarchów.

## Wnętrze

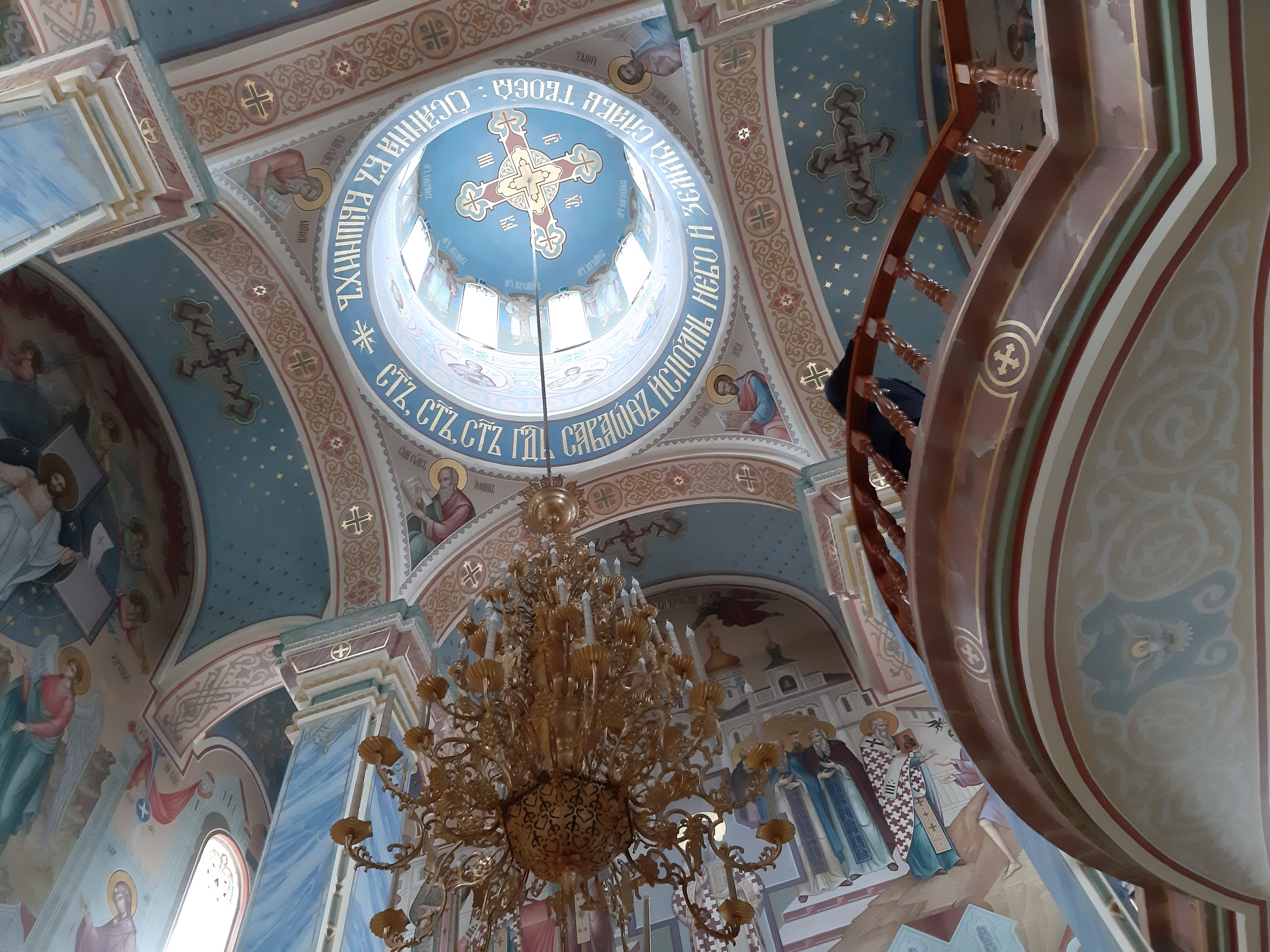
Bęben
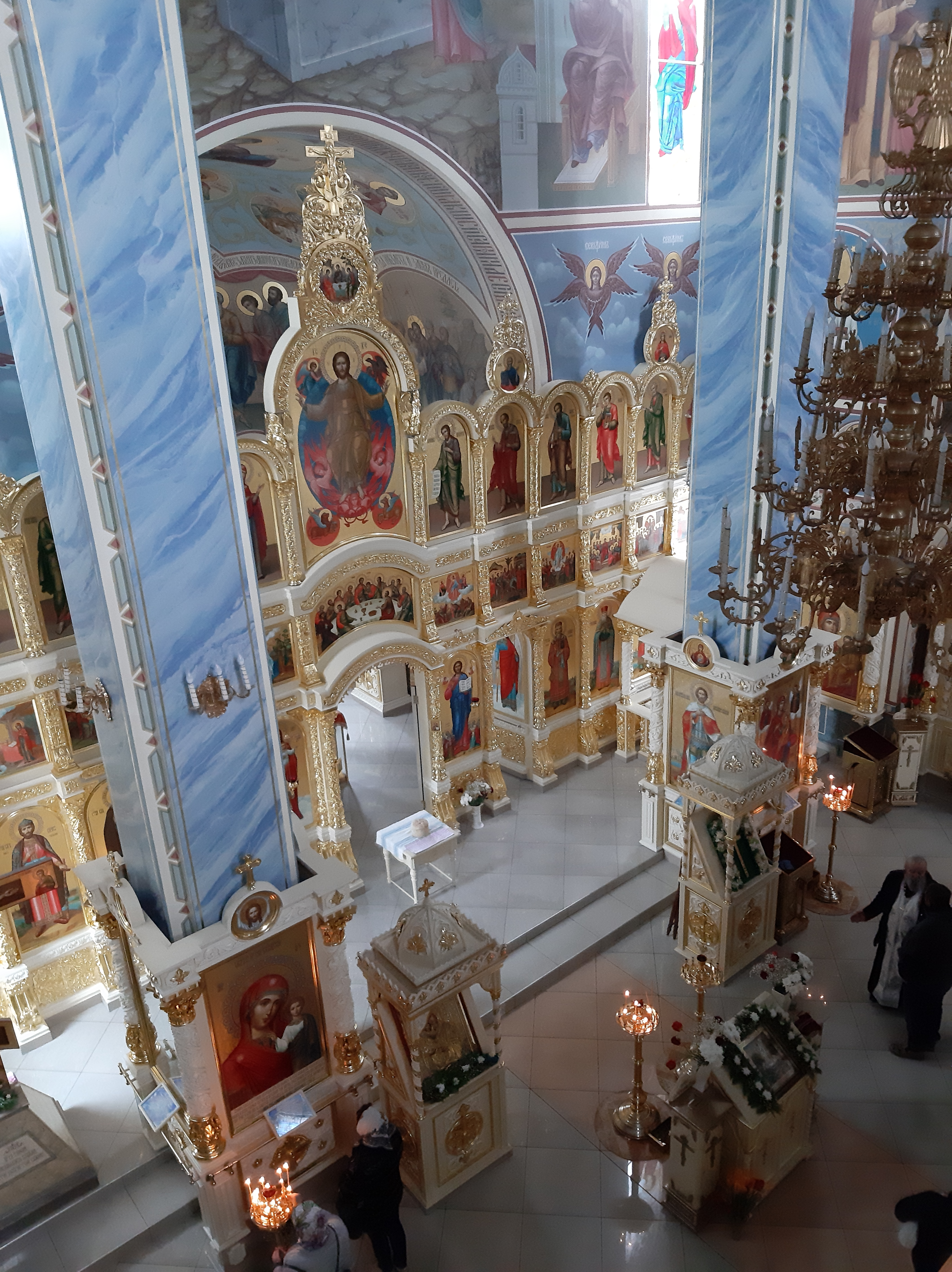
Ikonostas
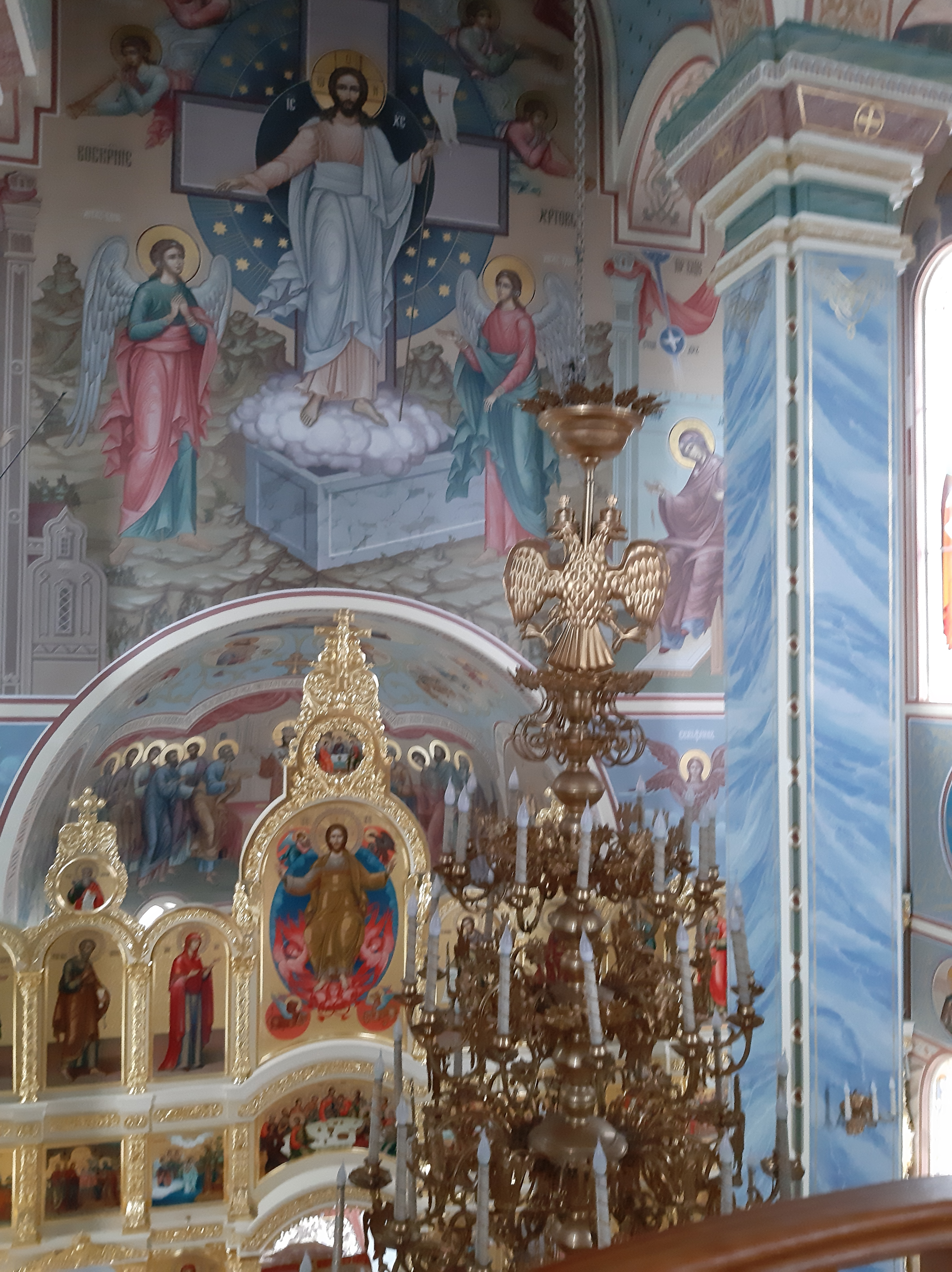
Fresk Zmartwychwstania Pańskiego